# يورغو شلهوب
يورغو شلهوب (30 ديسمبر 1974 -)، ممثل لبناني.

## حياته ومشواره المهني
ولد في عائلة فنية والده الممثل جورج شلهوب ووالدته الممثلة ألسي فرنيني، نشأ بالتالي في محيط فنّي لديه أخ يصغره سنا اسمه نديم. اضطرت عائلته لمغادرة لبنان وعمره شهرين أثناء اندلاع الحرب الأهلية اللبنانية عام 1975 إلى الولايات المتحدة لكنه عاد بعدها لبلده، انطلاقته كانت عام 1983 في الفيلم الذي شارك به مع والده «شبح الماضي» وعُرِضَ عام 1985 وبعدها عمل معه في مسلسل سجين بين الأصابع صور في عام 1986 وعُرِض في عام 1987 درس التمثيل في الجامعة اللبنانية، مثّل في عدة مسلسلات، تتلمذ على يد الكاتب شكري أنيس فاخوري انطلاقته الفعلية كانت مطلع التسعينات من خلال عدة أعمال أهمها طالبين القرب للمنتج مروان نجار حيث وقف فيها للمرة الأولى أمام والدته في حلقة «حبة مسك»

### حياته الأسرية
تزوج من سيدة ألمانية ولديه منها أربعة أبناء سارة صوفيا كلارا وجورجيو  انفصل عنها عام 2018 مع بقاء ابنائه في حضانة والدتهم.

## أعماله

### مسلسلات
- (2022):ضوي يا نجوم
- (2021):البريئة
- (2020): هند خانم دور: ناجي
- (2018): حبيبي اللدود دور: نوح[8]
- (2017): فخامة الشك[9] دور: أمير
- (2015): قلبي دق دور: سامي
- (2015): عروس وعريس
- (2015): سرايا عابدين
- (2012): عندما يبكي التراب، دور: يوسف
- (2011): الأرملة والشيطان
- (2011): الشحرورة، دور وسيم طبارة
- (2008): الليلة الأخيرة، دور: ربيع
- (2008): مجنون ليلى، دور: قيس
- (2007): حواء في التاريخ دور: شهريار
- (2004): عبدو وعبدو، دور: عبدو
- (2003): بنات عماتي وبنتي وأنا
- (1997):طالبين القرب
- (1997): نساء في العاصفة بدور فؤاد راشد [10]
- (1997): حريف وظريف
- (1987): سجين بين الأصابع

### أفلام
- (2018):تايم آوت
- (2002): مشوار مع المخرج مروان نجار[11]
- (1985): شبح من الماضي

### في المسرح
- (1994-1997): عمتي نجيبة

## جوائز
- لبنان: جائزة الموريكس دور عن فئة أفضل ممثل عام 2008 عن دوره في مسلسل «الليلة الأخيرة».[12]
- لبنان: جائزة الموريكس دور عن فئة أفضل ممثل عام 2003 بالاشتراك مع الممثل جورج خبّاز عن دوريهما في المسلسل الكوميدي «عبدو وعبدو».[13]
- لبنان: جائزة الموريكس دور عن فئة أفضل ممثل في عام 2000 عن دوره في مسلسل «نساء في العاصفة» إضافة إلى دوره في إحدى حلقات مسلسل «طالبين القرب» التي كانت تعالج موضوع مرض الإيدز.

## وصلات خارجية
- يورغو شلهوب في السينما.كوم